# Рејт
Рејт је четврт немачког града Менхенгладбаха, која се налази на западу Северне Рајне-Вестфалије.  До 1918. године, а затим поново од 1933. до 1975. је био самосталан град. Почетком 2021. године, Рејт је има скоро 14.500 становника.
Замак Рејт, једна од најбоље очуваних палата ренесансног периода, налази се у Рејту. Након спајања са Менхенгладбахом, централна станица је задржала своје оригинално име, чиме је Менхенгладбах једини град у Немачкој који има две станице под називом Hauptbahnhof.

## Историја
Порекло имена је неизвесно, али може да потиче од старовисоконемачког riuti. Подручје на Доњој Рајни првобитно су насељавали Келти, а постоје докази о насељавању и у римско доба. У то време су Римљани овде населили германско племе Убијана.
1. августа 1929. Рејт је комбинован са независним градом Минхен-Гладбах, градом Оденкирхеном и заједницама Гизенкирхен и Шелзен да би се формирао независни град Гладбах-Рејт, али већ 1933. је Јозеф Гебелс, тадашњи министар пропаганде Рајха који је био из Рејта, наредио да се Рејт одвоји. Од тада је Рејт био независтан град, са својим регистарским ознакама (RY).
12. септембра 1968. број становника је прешао цифру од 100.000 и Рејт је постао велики град. Али 1974. године број становника се поново спустио. 1. јануара 1975. Рејт је коначно уједињен са Менхенгладбахом.

## Знаменитости
• Градска кућа Рејт
• Евангелистичка главна црква у Рејту
• Замак Рејт
• Црква Свете Марије у Рејту

## Грб
Грб је у употреби од 1890. године, а одобрио га је 1896. пруски краљ Вилхелм II Немачки.
Блазон грба је: „Закривљеном сребрном (белом) врху, унутар црног крста шапе, раздвојеног на четвртине; 1 и 4 подељени једанаест пута златним (жутим) и црвеним, 2 и 3 у златном (жутом) непрекидним црним крстом; у горњем грбу златна (жута) зидна круна са три куле“.

## Демографски развој
Подаци се односе на локално становништво од 1843. године, на становништво од 1925. године и до становништво од 1987. место главног пребивалишта. Пре 1843. године број становника је одређиван недоследним анкетним методама.12. септембра 1968. број становника је прешао цифру од 100.000 и Рејт је постао велики град. Али 1974. године становништво је поново пало. 1. јануара 1975. Рејт је коначно спојен са Менхенгладбахом. 
| Година | Становништво | Година | Становништво | Година | Становништво |
| ------ | ------------ | ------ | ------------ | ------ | ------------ |
| 1532   | 650          | 1880   | 19.100       | 1933   | 77.261       |
| 1830   | 2.200        | 1885   | 22.658       | 1965   | 98.862       |
| 1861   | 10.200       | 1905   | 40.149       | 1970   | 100.077      |